# Madame Monsieur
Cet article possède un paronyme, voir Madame… Monsieur.
Ne doit pas être confondu avec Monsieur Madame, Monsieur et Madame ou Les Monsieur Madame.
Madame Monsieur est un groupe de pop français, composé d’Émilie Satt et de Jean-Karl Lucas. En 2018, le duo représente la France au concours Eurovision de la chanson, avec son morceau Mercy. Il atteint la treizième place. Pour le concours Eurovision de la chanson 2019, il collabore à l'écriture de la chanson Roi chantée par Bilal Hassani.

## Biographie

### Origines et formation
Émilie Sattonnet a grandi à Vence (Alpes-Maritimes), bien que sa famille soit originaire de Saint-Maurice-Crillat (Jura). Elle est la fille d'Anne Sattonnet, conseillère départementale et vice-présidente du parti politique Les Républicains du département des Alpes-Maritimes. Jean-Karl Lucas, lui, est né à Amiens.
Émilie Satt et Jean-Karl Lucas se rencontrent en 2008. Ils collaborent une première fois sur le premier EP d’Émilie Satt (01) dans lequel ils co-écrivent trois titres, dont Human Bear, musique de la pub pour la Ford Mondeo en 2009. En 2013, ils forment le groupe Madame Monsieur,,.

### Débuts (2013—2017)
Un premier EP voit le jour en juin 2013, comprenant le single Malibu. En 2015, ils composent Smile pour le rappeur Youssoupha, qui est l’un des gros succès de l’année. Ils participent à la 500e de Taratata, puis rejoignent Youssoupha sur la scène du Zénith de Paris en novembre. Ils y reçoivent un disque d’or pour plus de 50 000 albums vendus de NGRTD.
En février 2016, Madame Monsieur dévoile un premier titre de son EP Tandem produit par Medeline, la reprise d’Égérie de Nekfeu. En mars, le groupe sort un deuxième extrait, See Ya, sur lequel est invité le rappeur S.Pri Noir. En parallèle, ils continuent les collaborations avec des rappeurs dont La Fouine, Kery James, et Georgio. En novembre 2016, Madame Monsieur sort l'EP Tandem, comprenant des featurings avec Youssoupha, Disiz, Dinos, S.Pri Noir, Jok'Air et Ibrahim Maalouf. Ils font en parallèle les premières parties de ce dernier dans les Zéniths de France. Cette même année, en 2016, les deux chanteurs se marient à Saint-Maurice-Crillat dans le Jura. Le 31 juillet 2020, le couple annonce la naissance de leur premier enfant, un garçon prénommé César.

### Concours Eurovision (2018)

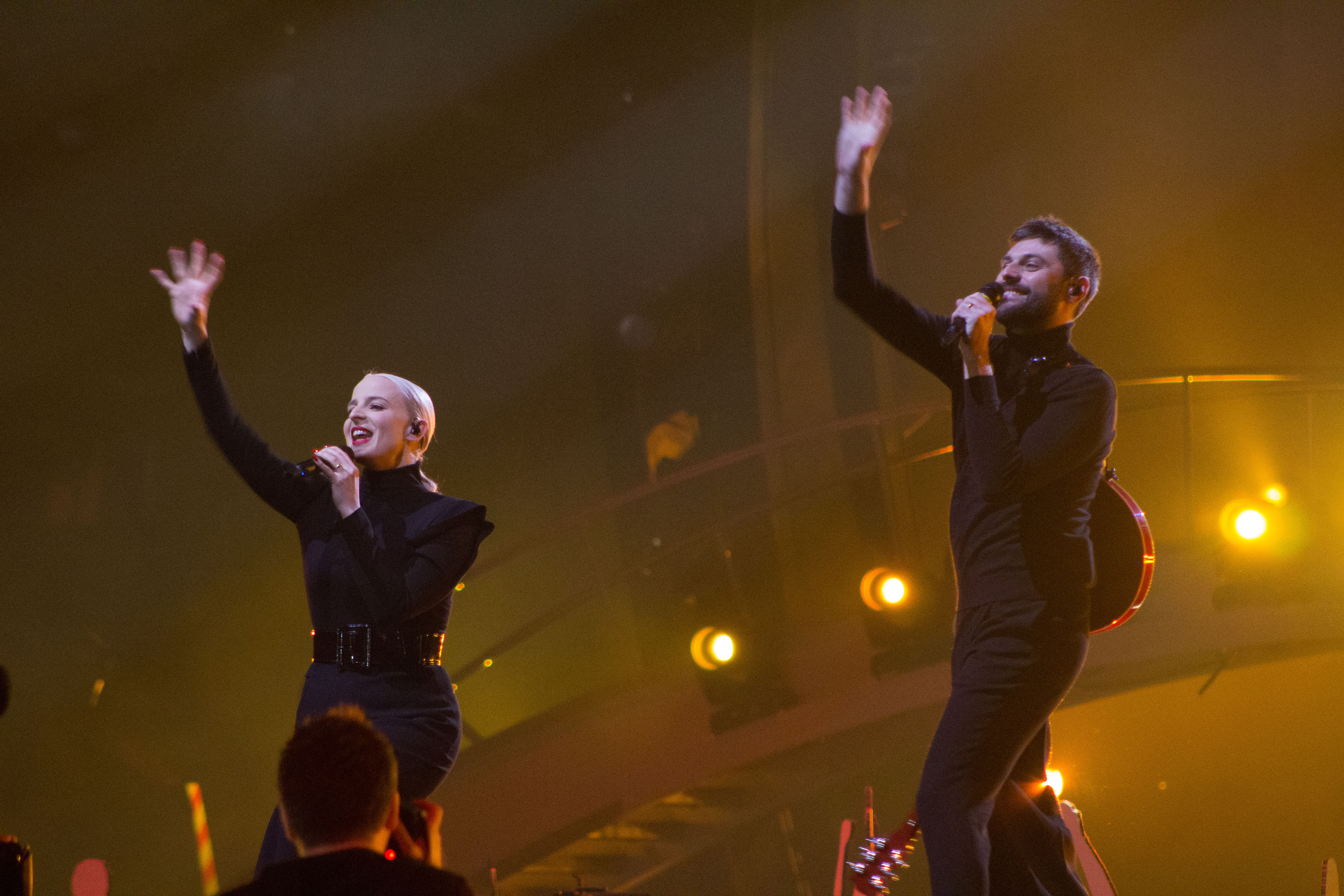
Le duo, interprétant la chanson Mercy sur la scène de la 63e édition du Concours, à Lisbonne, au Portugal.

En janvier 2018, ils participent à Destination Eurovision, une émission qui détermine le représentant et la chanson de la France au concours Eurovision de la chanson 2018. Ils remportent la seconde demi-finale en se hissant à la première place avec 56 points avec la chanson Mercy.
Lors de la finale, les artistes doivent en premier lieu chanter un duo avec un artiste parrain. Ainsi le duo Madame Monsieur chante le titre Reine de Dadju. À l'issue du vote des jurés internationaux invités à l'occasion du concours, ils obtiennent la troisième place avec soixante-huit points, en ayant reçu douze points de la part de l'Islande et de la Bulgarie, huit points de la part de la Biélorussie, de la Suisse et de l'Italie, six points de la part de la Russie, Israël et de la Finlande et deux points de la Suède. Les télé-votes attribuent la première place à Madame Monsieur avec 118 points, soit 28,10 % des votes, ce qui permet au duo de remonter à la tête du classement avec un total de 186 points, avec vingt-quatre points d'avance sur le second, Lisandro Cuxi et 69 points d'avance sur le troisième Malo'. Madame Monsieur est le premier duo à représenter la France au Concours Eurovision de la chanson.
Le 12 mai 2018, lors de la grande finale du concours se tenant à l'Altice Arena de Lisbonne, le duo passe en treizième position sur la scène. Faisant partie des favoris, il se classe treizième sur les vingt-six pays participants, au terme du vote final avec 173 points (114 attribués par les jurys nationaux et 59 par le  public). Il obtient le deuxième nombre de points de la France après Amir en 2016. Le duo est récompensé du Prix Marcel-Bezençon de la presse, décerné en marge de la grande finale.

### Carrière
Leur premier album Vu d'ici sort le 20 avril 2018. Il contient deux morceaux déjà parus dans le projet Tandem, Partir et Défends-moi. Ce dernier est une version solo alors que la première version était en collaboration avec le rappeur Dinos.
Ils participent à l'émission Toogether tous avec moi en 2019 au cours de laquelle ils rencontrent Bilal Hassani . Ils lui composent alors le titre Roi qui s'envolera en 2019 pour l'Eurovision à laquelle le jeune artiste arrive à la 16ème place. Leur deuxième album, Tandem, sort le 26 juin 2020. Il comporte 25 titres et est composé exclusivement de collaborations avec d'autres artistes, dont Jérémy Frérot, Black M, Slimane, Amir et Kyo.
En 2021, ils sortent leur nouvel EP Des gens mortels composé de 9 titres. Ils participent à cette occasion à une émission spéciale de Ça commence aujourd'hui au cours de laquelle ils évoquent leur single Bleed de ce même EP. Ils participent en 2022 au podcast Nude de Julie Marcelline au cours duquel ils racontent durant 7 épisodes L'Odyssée de Mercy.
En 2023 parait leur troisième album Emmêler nos solitudes, composé de 11 titres où apparaissent Les Frangines, Hiba Tawaji et Zélie.

## Reprises et publicités
Émilie Satt a posé sa voix dans des spots publicitaires pour Materne, Balisto, Blackberry ou encore les magasins U. Le titre Come Wander with Me, qu’elle interprète, a été utilisé par Lacoste dans le spot télévisé mondial pour le parfum Love of Pink. Elle interprète également le titre Hey You dans le film Une semaine sur deux (et la moitié des vacances scolaires) de Ivan Calbérac.
Émilie Satt a participé comme vocaliste invitée à une reprise par le groupe Postmodern Jukebox de la chanson Je m'en vais de Vianney. Cette reprise se retrouve dans l'album The French Essentials (French Version) publié en 2017. Cet album utilise la compilation The Essentials, parue en 2016, et ajoute quelques titres en français. Le 25 novembre 2018, le duo commente, avec Stéphane Bern, pour France 2 le Concours Eurovision de la chanson junior à Minsk, en Biélorussie.

## Membres
- Émilie « Satt » Sattonnet (née le 23 octobre 1984) — chant
- Jean-Karl Lucas (né le 22 juin 1982) — production, clavier, chœurs

## Discographie

### EP
- 2009 : Émilie Satt, 01
- 2013 : V for Vertigo
- 2013 : Malibu
- 2016 : Tandem EP
- 2021 : Des gens mortels

### Singles
- 2015 : You Make Me Smile
- 2016 : Égérie
- 2016 : See Ya (feat. S.Pri Noir)
- 2016 : Morts ou vifs (feat. Jok'Air et Ibrahim Maalouf)
- 2016 : Partir
- 2016 : Tournera (feat. Youssoupha)
- 2018 : Mercy
- 2018 : Comme une Reine
- 2019 : Les Lois de l'attraction (feat. Kyo)
- 2019 : Comme si j'avais mille ans (feat. Kalash Criminel)
- 2019 : Comme un homme (feat. Youssoupha)
- 2020 : Comme un voleur (feat. Jérémy Frérot)
- 2020 : Comment ça va (feat. Jok'Air)
- 2020 : Terre inconnue (feat. Black M)
- 2021 : Prochain soleil
- 2021 : Cœurs abimés
- 2021 : Quelqu'un pour toi

## Distinctions
En 2015, Émilie Satt est élue « troisième personnalité de l'année » par les lecteurs de Nice-Matin, dans les Alpes-Maritimes.
En 2018, le groupe reçoit le Prix Marcel-Bezençon de la presse au Concours Eurovision de la chanson 2018.